# 珠洲焼

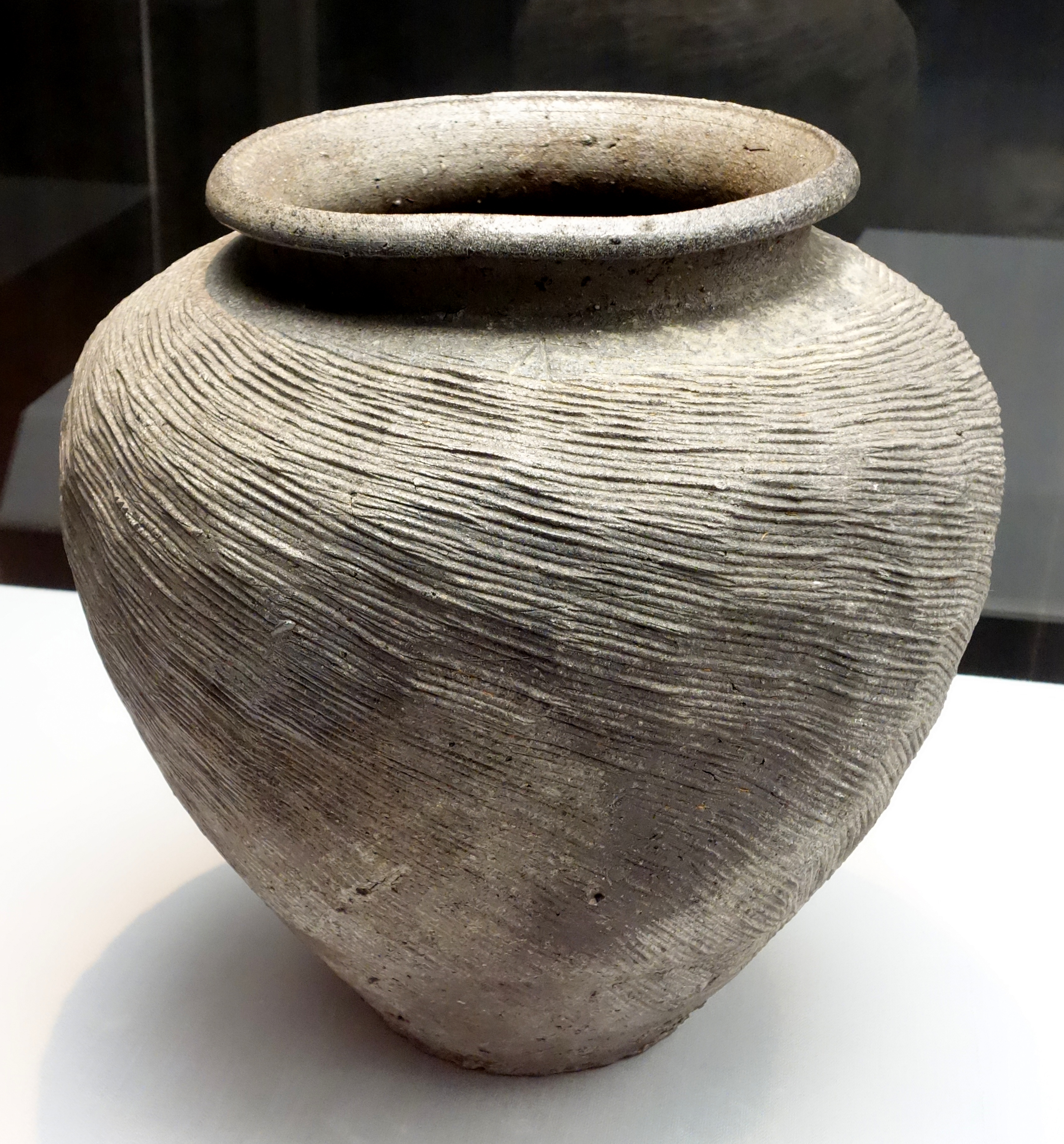
珠洲大壺
（東京国立博物館蔵、新潟県妙高市関山神社貝塚出土）

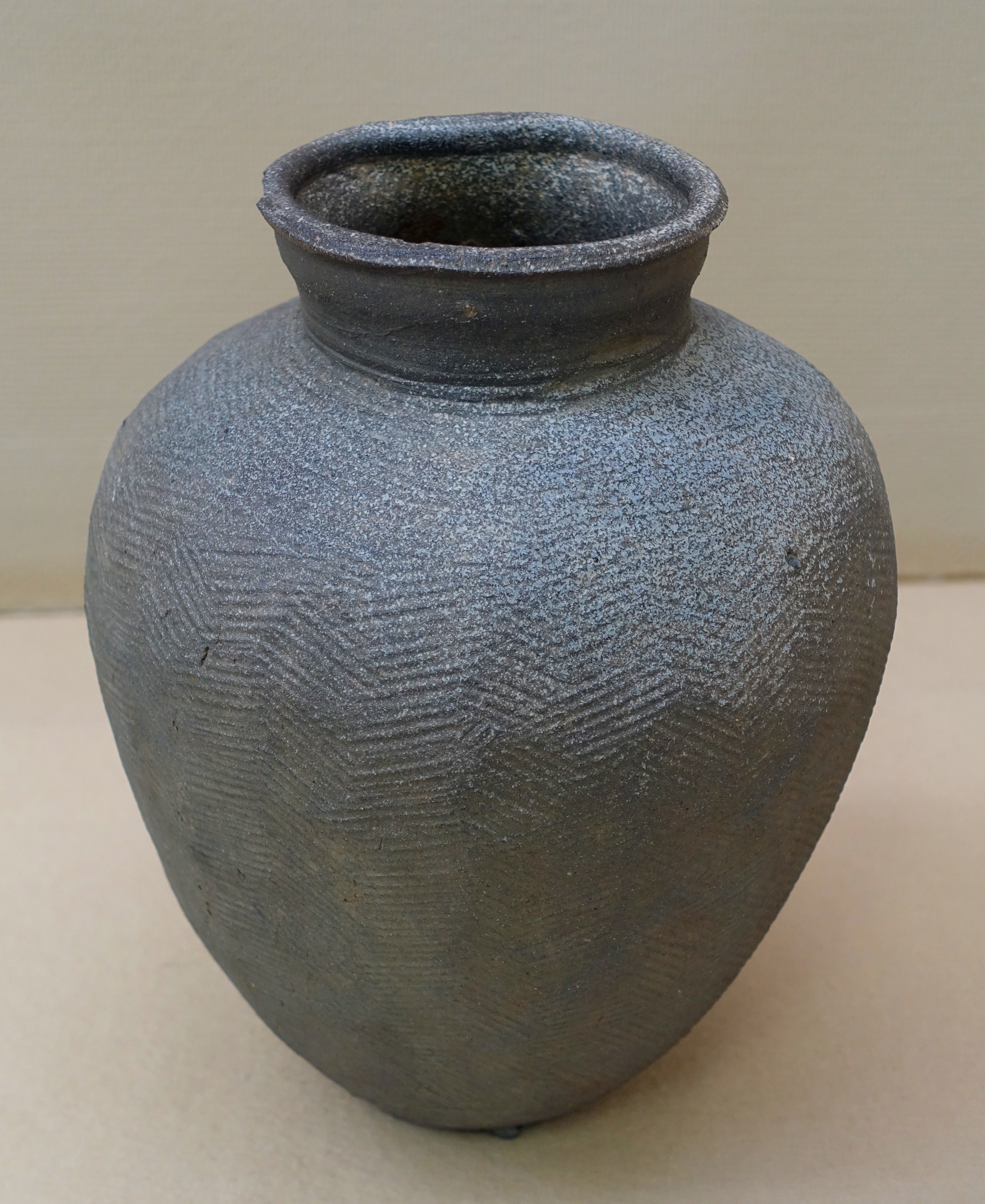
叩き目文壺　鎌倉時代 箱根美術館蔵

珠洲焼（すずやき）は、12世紀後半頃から15世紀末頃に石川県珠洲市付近で生産された、中世の日本を代表する陶器のひとつ。古墳時代から平安時代にかけて焼かれた須恵器の技法を受け継いでいた。

## 珠洲焼の復興
約400年前に忽然と姿を消した珠洲焼を1976年（昭和51年）珠洲市が復興。1989年、石川県指定伝統的工芸品の指定を受ける。

## 珠洲焼の関連施設
- 珠洲市立珠洲焼資料館（石川県珠洲市蛸島町1部2番563）[4]

中世の珠洲焼を収集・保管し、展示している。
- 珠洲焼館（石川県珠洲市蛸島町1部2番地480）[5]

珠洲焼を展示・販売している。
- 珠洲市陶芸センター（石川県珠洲市蛸島町ミ部1番地1）[6]

一般向けの「珠洲焼体験」を行っている。また、珠洲焼の陶工を育成するための「珠洲焼基礎研修課程」も開設している。

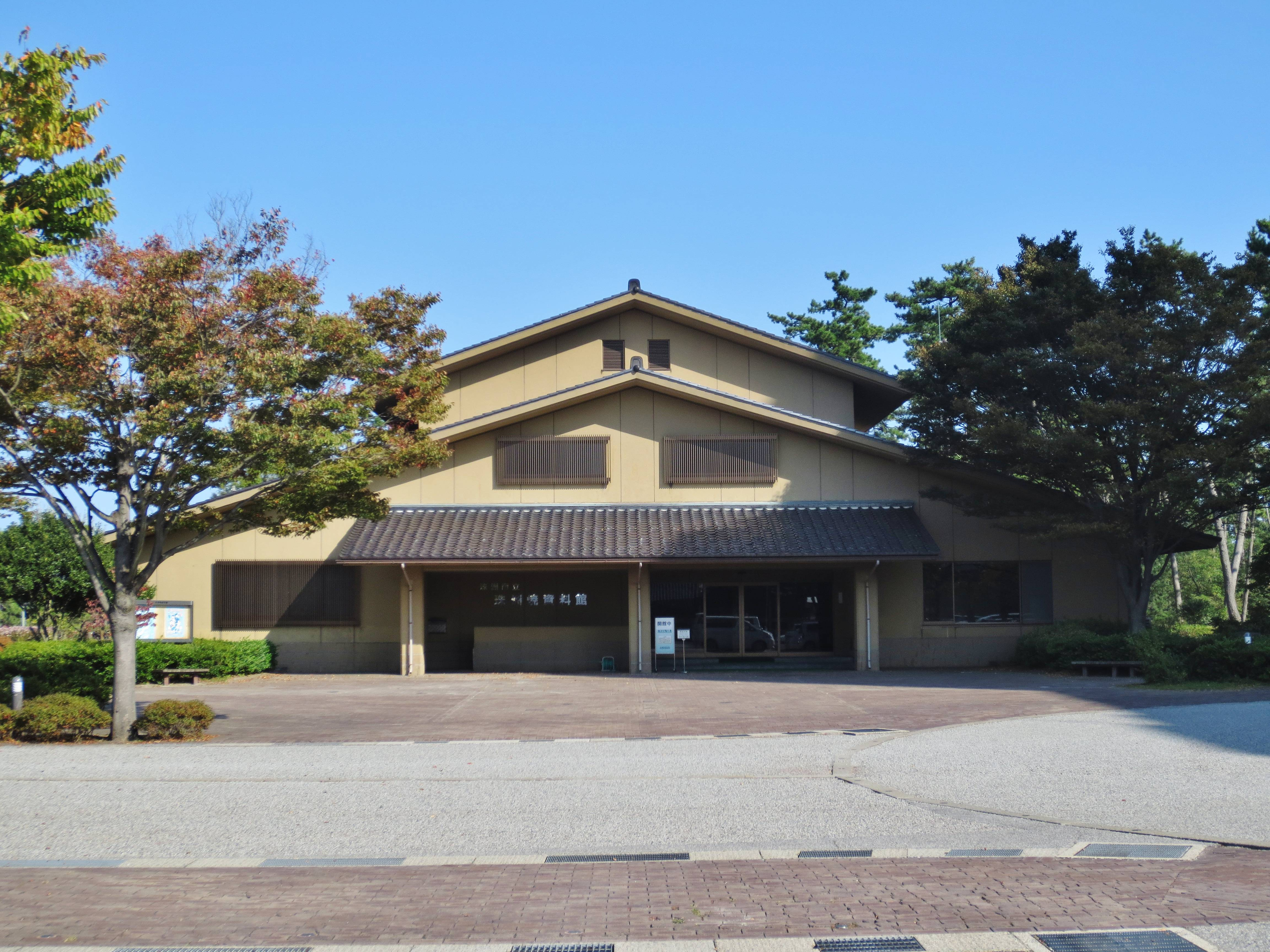
珠洲市立珠洲焼資料館
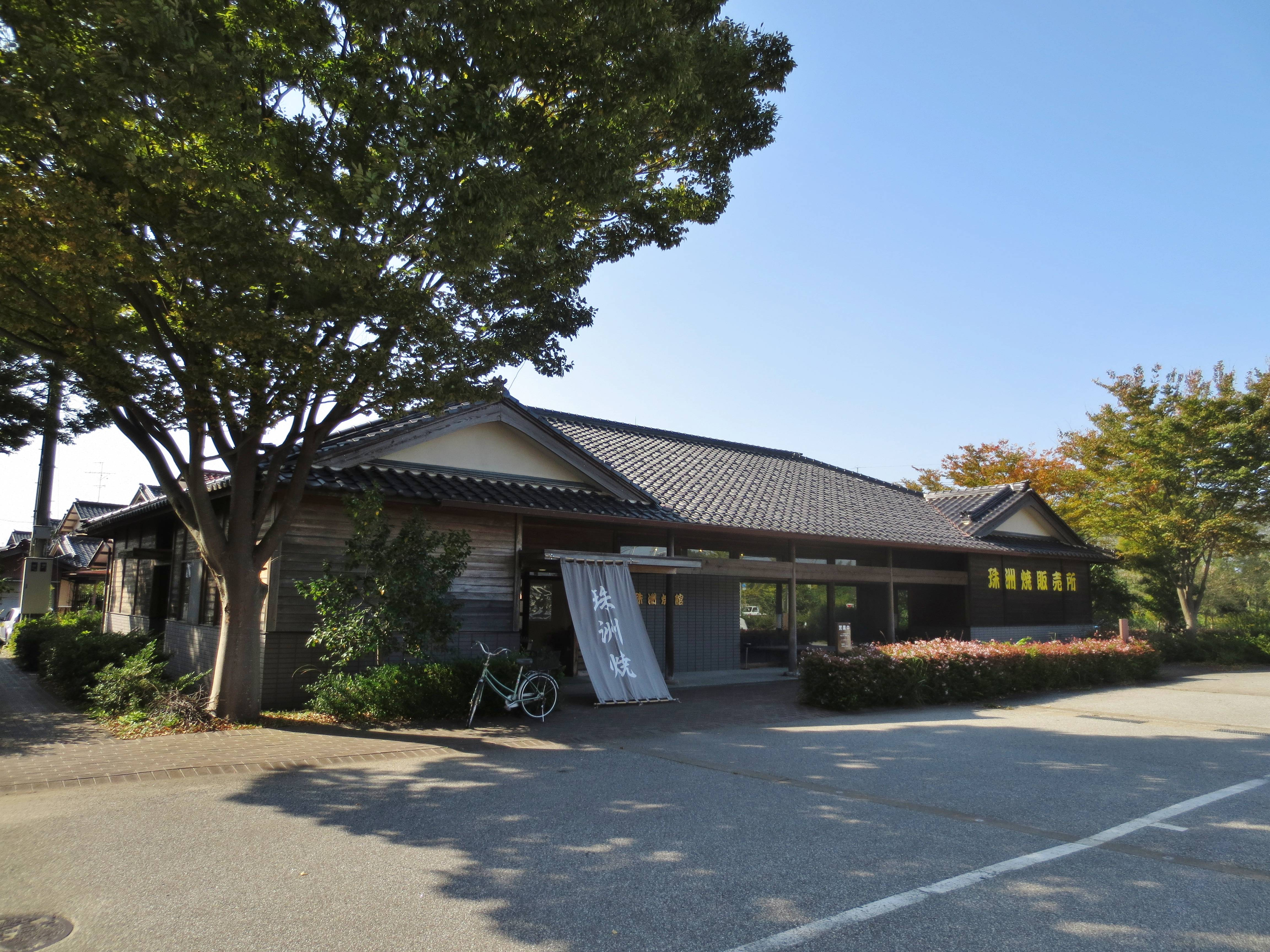
珠洲焼館
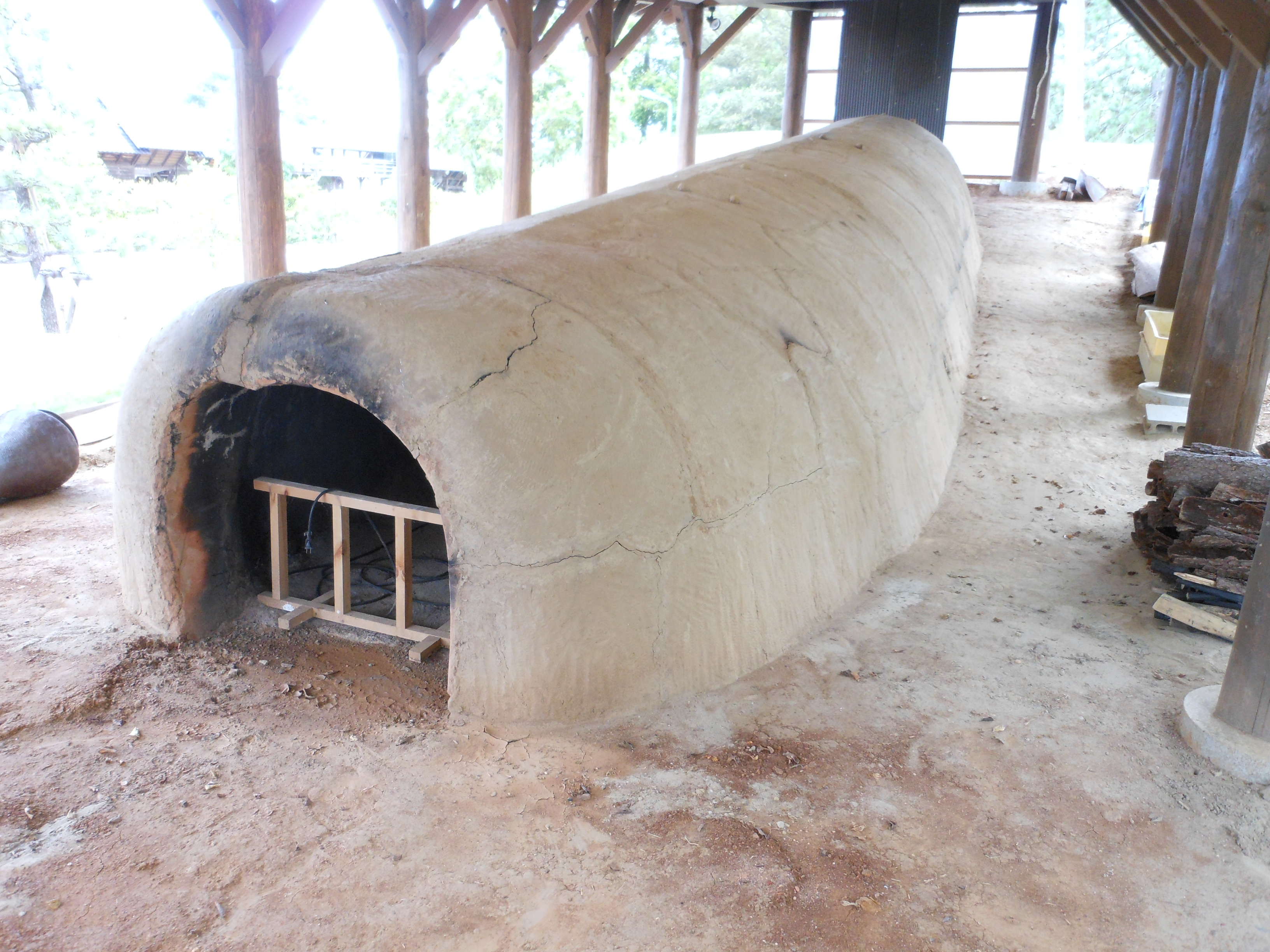
珠洲焼の窯（復元、珠洲市正院町）